# 托尼·阿卡多
安東尼奧·約瑟夫·阿卡多（英語：Antonino Joseph Accardo），原名安東尼奧·列奥纳多·阿卡多（義大利語：Antonino Leonardo Accardo），1906年4月28日—1992年5月22日），綽號击球手“乔”（英語：Joe Batters）、“大金枪鱼”（英語：Big Tuna），是一名美國黑幫，被稱為托尼·阿卡多（Tony Accardo）。
在橫跨八十年的犯罪生涯中，他在1947年從無關緊要的流氓升到了芝加哥犯罪集團老大的地位，最終在1972年成為最後的集團權威。阿卡多將集團推向了新的業務活動和地盤，在任職老大期間大大增加了其權力和財富。

## 外部連結
- WorldCat 聯合目錄中托尼·阿卡多的著作或與之相關的著作
- 在Find a Grave上的Anthony Accardo
- My Kiddo, Joe Batters （页面存档备份，存于）
- LIUNA - Tony Accardo Obituary （页面存档备份，存于） 22
- Seize the Night: Sam "Momo" Giancana
- The Death of the Don: The Legacy of Tony Accardo （页面存档备份，存于） by Richard Lindberg